# Солиден
Сулиден (на шведски: Solliden) е луксозна лятна резиденция, със статут близък до кралски дворец, разположена на остров Йоланд. Дворецът „Сулиден“ е собственост на крал Карл XVI Густаф от 1950 година и е често използвана дестинация за летен отдих на кралското семейство. „Сулиден“ е построен от кралица Виктория Баденска като луксозно място за летен отдих, придружено с дървесна градина в италиански стил и така наречения в Швеция „английски парк“. Самият дворец „Сулиден“ е проектиран от шведския архитект Торбен Грут . Сградата е в италиански стил на три етажа. Част от детайлите са от италиански мрамор, но друга използват ценения варовик от остров Йоланд .
Дворецът „Сулиден“ е построен по заповед на кралица Виктория Баденска, след нейното посещение и вдъхновение по италианската вила „Сан Мичеле“ на остров Капри. Кралица Виктория е имала проблем със своето здраве и е считала, че летния климат на остров Йоланд би облекчил здравословното и състояние. Виктория Баденска нарежда на шведския архитект Торбен Грут, построяването на резиденция подобна на „Сан Мичеле“ и на 25 септември 1903 година е положен първият камък на двореца „Сулиден“. Подробните планове за построяването на резиденцията са начертани в частна кореспонденция между кралица Виктория и Торбен Грут. В стотиците писма между двамата са дискутирани огромни детайли около сградата. С помощта на шведския лекар и собственик на вилата Сан Мичеле, Аксел Мунтес, кралица Виктория закупува оригинални статуи от Италия. Строежът на „Сулиден“ е завършен окончателно на 15 септември 1906 година, когато кралицата официално посещава двореца.
След смъртта на кралица Виктория, дворецът „Сулиден“ се наследява от Густав V и по това време сградата е снабдена с електричество и отопление. ГустаФ V завещава „Сулиден“ на тогавашния престолонаследник Карл Густаф, но дворецът продължава да се обитава от майката на принца, принцеса Сибила Сакскобургготска. Настоящата кралица на Швеция, Силвия Зомерлат, посещава двореца „Сулиден“ за първи път през 1973, решава да преустрои горите около него и посажда дъбове и туя наоколо .
Дворецът е на три етажа, като партерния етаж е със сервизни помещения. Вторият етаж е с голямо флоае, всекидневна, зали за вечеря и гости. От флоаето, посредством стълба се стига и до третия етаж, където са разположени спалните помещения, читалня и всекидневна. На таванското помещение има няколко по-малки стаи.
Около основната сграда има няколко прилежащи постройки. При строежа на основната сграда е преместена и запазена близо до двореца една стара къща, която след 1948 се използва за игрално помещение. Гостите, отсядащи в имението, се настаняват обикновено в прилежаща постройка известна като „Кавалерската къща“ (на шведски: Kavaljershuset).
Южно от двореца „Сулиден“ се разполага пътека, около чиито арки растат лози. Южно от пътеката са италианските градини, богато декорирани със статуи и саксии с цветя. На юг от италианските градини е разположен така наречения в Швеция, „английски парк“, с широки ливади и множество скулптури.
Западно от „Сулиден“ е разположена розова градина, игрище за крикет и беседка.